# Malespín
El Codigo Malespín es una especie de argot originado en el siglo XIX en El Salvador y que luego se extendió al resto de América Central. Actualmente es residual, y sólo subsisten algunas palabras en las hablas del español. 

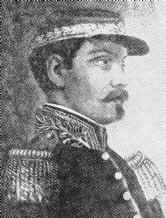
Francisco Malespín.

En su libro "Estudios sobre el español nicaragüense" (Managua, Matus Lazo Ediciones, 2002), Róger Matus Lazo, de la Academia Nicaragüense de la Lengua, atribuye que este código fue inventado como una especie de clave por el militar y político salvadoreño Francisco Malespín Herrera, durante la guerra civil centroamericana. Cuando se hacen unos pequeños cambios a cada palabra, entonces es muy difícil entenderla. Los soldados la aprendían y conversaban de esa manera, sobre todo los oficiales cuando pasaban información importante. De esta manera los espías no entendían. También, hace referencia a Don Alfonso Valle Candia en su "Diccionario del habla nicaragüense" (2ª. ed., 1972), quien explica que 
"el Malespín es una especie de argot hablado entre muchachos, especialmente estudiantes, y por «señoritas» de la «buena sociedad»."
A grandes rasgos, el código Malespín consiste en cambiar unas letras por otras, así:
- a por e
- i por o
- b por t
- f por g
- p por m

y viceversa. 
Valle Candia agrega: 
"«Existe la tradición de que eso lo inventó el general salvadoreño Francisco Malespín, el mismo que el año de 1845 incendió y saqueó León, metrópoli de Nicaragua."
Afirma Julián Corrales Munguía, en su trabajo “El lenguaje de los bajos fondos: la germanía” (1972), que la clave del malespín, tan popular en años pasados, ha sido olvidada en general (aunque algunas palabras se emplean en una jerga de origen delincuencial denominada escaliche), pero que hay algunas personas que la recuerdan perfectamente.
Matus Lazo expresa que en el lenguaje pandillero de Nicaragua se encuentran algunas palabras con ligeras variantes de la palabra original. En los siguientes ejemplos se escribe la palabra como se pronuncia actualmente, y entre paréntesis como debería escribirse de acuerdo con la clave del malespín "clásico" (a>e, i>o, b>t, m>p, f>g, y p>m):
- arpene o curpeni (arpeni): hermano;
- nelfes, nelfin o nelfis (nelfes): nalgas;
- acoi (eco): aquí;
- cedania (cedane): cadena;
- cunabi, cuñedi o cuñefli (cuñedi): cuñado;
- menfli (mafe): pega o pegamento para oler;
- nicha (niche): noche;
- detroi (datres): detrás;
- esconi (asconi): esquina;
- percedi o percebi (percedi): mercado;
- Chinandofi (Chonendafe): Chinandega;
- Frenedi (Frenede): Granada;
- frendi (frenda): persona grande, fuerte, fornida;
- Penefi o Benefia (Penefue): Managua.

A veces, hay vacilación en algunas palabras, como puede observarse en las alternancias en el sistema vocálico y en el consonántico: arpene y curpeni (hermano); cunabi, cuñedi y cuñefli (cuñado); Benefia y Penefi Managua; nelfin, nelfis y nelfes (caderas); percebi y percedi (mercado).
En los países centroamericanos se han tomado algunas palabras de este argot, generalmente con ligeras variantes del término original, que los mismos usuarios han ido cambiando por olvido o desconocimiento de la clave. De acuerdo con la clave del malespín, hay muchas palabras de uso popular y coloquial que derivan de este lenguaje; entre ellas, por ejemplo, las siguientes:
- acoi (eco): aquí;
- arpene o curpeni (arpeni): hermano;
- bimbolli : tontillo
- breteji (brete) : trabajo;
- cencinolli : calzoncillo
- cedania (cedane): cadena;
- cegá : café;
- cetolli : caballo;
- jincho: indio
- Chinandofi (chonendafe): Chinandega;
- cunabi, cuñedi o cuñefli (cuñedi): cuñado;
- detroi (datres): detrás;
- Estelfi: Estelí;
- esconi (asconi): esquina;
- frendi (frenda): persona grande, fuerte, fornida;
- Frenedi, frenede; Granada
- guajolli : viejillo;
- machín: ridículo, indio;
- Masaya: Masachuset;
- Matagalpa: Mataplenfi;
- men : pan
- menfli (mafe): pega o pegamento para oler;
- mlebe : plata
- nafri : negro
- nelfes, nelfin o nelfis (nelfes): nalgas;
- nicha (niche): noche;
- pelis : malos;
- penefi o benefia (penefue);
- perbacoye : mantequilla
- percedi o percebi (percedi): mercado;
- perone : marina
- tuanis : buenos;

## Nicaragua
En Nicaragua, las palabras "nelfis" ('nalgas') y "tuani"  ('bueno') han pasado a formar parte del habla popular. En Costa Rica, existe la variante "tuanis".

## Costa Rica
En Costa Rica es muy común hoy en día la palabra "brete" ('traba', como abreviación de trabajo), así como la palabra "Tuanis" ('Buenos'). Una y otra son palabras con origen en el malespín. También la palabra "gajo" ('guajo' 'guajillo'= viejillo) es utilizada para describir algo que está muy feo y deteriorado por el tiempo, sobre todo al referirse a los automóviles. La jerga callejera o argot de Costa Rica es conocida como: "pachuco", una variación regional del castellano con influencia de palabras y expresiones de inglés, el código Malespín, criollo limonense, castellano tradicional y otras expresiones de uso popular en Costa Rica.
"Acoi" ('aquí') se emplea también en España.